# José Jurch y Rivas
José Jurch y Rivas, también conocido en catalán como Josep Jurch i Rivas (Barcelona, 2 de julio de 1800-1891), fue un compositor y clarinetista español.

## Biografía
Natural de Barcelona, donde nació en 1800, ingresó antes de los diez años en el primer regimiento de artillería como músico de menor edad y bajo la dirección del músico mayor José Puig, con quien estudió solfeo, flautín, clarinete y fagot, de modo que en 1829, o incluso antes, ya estaba colocado en una de las orquestas, lo que le llevó a componer varios valses y contradanzas a pesar de no tener conocimientos de armonía. Estudió armonía con Francisco Arbós.
En 1835, fue nombrado músico mayor de uno de los batallones de la milicia nacional de Barcelona y luego, primer clarinete solista de la Orquesta Sinfónica del Liceo, plaza que mantuvo cuando se inauguró el Gran Teatro del Liceo. Alternó en los grandes conciertos matinales que se celebraban en aquel teatro con los solistas extranjeros que tomaban parte en ellos, y fue también director de la banda del propio teatro, hasta que en 1852 se le ofreció y aceptó el destino de músico mayor del regimiento de infantería de Navarra, número 25, que ocupó hasta 1856, en que volvió a desempeñar la plaza de primer clarinete del Liceo, a la cual renunció por gozar de poca salud en 1870. Continuó, sin embargo, escribiendo piezas de toda clase de géneros para orquesta, y también para banda; llegó a superar los dos mil títulos. Baltasar Saldoni, en su Diccionario biográfico-bibliográfico de efemérides de músicos españoles, habla así de él: «En 1875 tenía establecido en Barcelona un almacen de música española y extranjera. Verdaderamente que hay pocos compositores que hayan escrito tan gran número de obras, por más que éstas sean en su mayor parte de baile, lo cual prueba su gran laboriosidad; y así es que desde 1842 hay en su ciudad natal una orquesta ó copla que lleva su nombre de Jurch». Falleció en 1891.